# Llibertat i Solidaritat
Llibertat i Solidaritat (en eslovac: Sloboda a Solidarita, SaS) és un partit polític liberal d'Eslovàquia. Està presidit per l'economista Richard Sulík, dissenyador del sistema fiscal flat tax del país.

## Ideologia
Llibertat i Solidaritat creu en la liberalització econòmica, i el conservadorisme fiscal, i es prea de la seva experiència econòmica en ser l'impulsor del flat tax d'Eslovàquia En les eleccions parlamentàries de 2010, el partit va emfatitzar que les seves polítiques econòmiques eren totalment oposades a les del Govern de Centreesquerra de Robert Fico, i va descartar cooperar amb ell. Considera necessari eliminar el dèficit pressupostari i advoca per reformar la seguretat social. La proposta de Sulík d'una reforma de l'Estat del benestar i del sistema fiscal, Contribution Bonus, que es basa en una combinació de flat tax, renda bàsica i impost negatiu sobre la renda. Amb això busca simplificar la burocràcia i la despesa innecessària.
El partit és euroescéptic, oposant-se a la «maquinària burocràtica» que, segons diuen, representa la Unió Europea. Està en contra del Tractat de Lisboa, l'harmonització econòmica i l'augment de la despesa, i està particularment preocupat sobre les restriccions europees al lliure comerç. Es va oposar al rescat de Grècia per part del BCE durant la crisi de deute de 2010, i Sulík va proposar crear plans per a la sortida d'Eslovàquia de l'euro. No obstant això, malgrat el seu euroescepticisme, Llibertat i Solidaritat es va unir a l'Aliança dels Liberals i Demòcrates per Europa (ALDE), la majoria dels quals estan a favor de la integració europea.
A les eleccions legislatives eslovaques de 2010, Direcció - Socialdemocràcia obtingué un 34,79% dels sufragis, tanmateix el SNS va obtenir mals resultats i el HZDS es va convertir en extraparlamentari. Després que Robert Fico demostrés ser incapaç de formar govern, el president Ivan Gašparovič li demanà a Iveta Radičová, com a líder del partit més gran de l'oposició, que formés govern, el 23 de juny del 2010. Radičová va assumir el càrrec de primera ministra, sent la primera dona a Eslovàquia a assolir aquest càrrec, el 8 de juny de 2010, liderant un govern de coalició de centredreta formada pels liberals SaS, el Moviment Democràtic Cristià (KDH), el partit dels hongaresos Most-Híd i Unió Democràtica i Cristiana Eslovaca – Partit Democràtic (SKDÚ-DS) amb una majoria al parlament, amb 79 escons de 150.
SaS recolza decididament les llibertats civils, sent l'únic gran partit a fer campanya a favor del matrimoni homosexual o la despenalització del cànnabis. Això ha generat conflictes amb anteriors aliats del govern 2010 - 2012, el Moviment Demòcrata Cristià (KDH), més socialment conservador.
Després de les eleccions europees de 2014, Richard Sulík va qüestionar l'afiliació a ALDE, especulant amb el fet que el partit podria incorporar-se als Conservadors i Reformistes Europeus (GCRE).No obstant això, Sulík es va incorporar a ALDE com a europarlamentari a l'inici de la vuitena legislatura.> Més tard es va unir al GCRE el 2 d'octubre de 2014.

## Resultats electorals

### Parlament d'Eslovàquia
| Any  | Lider                                                                            | Vots    | %    | Pos. | Escons   | +/– | Govern             |
| ---- | -------------------------------------------------------------------------------- | ------- | ---- | ---- | -------- | --- | ------------------ |
| 2010 | Richard Sulík                                                                    | 307,287 | 12.2 | 3r   | 22 / 150 | Nou | Coalició           |
| 2012 | Richard Sulík                                                                    | 150,266 | 5.9  | 6è   | 11 / 150 | 11  | Oposició           |
| 2016 | Richard Sulík                                                                    | 315,558 | 12.1 | 2n   | 21 / 150 | 10  | Oposició           |
| 2016 | Inclòs 1 membre del Partit Cívic Conservador electe amb la llista de partit.     |         |      |      |          |     |                    |
| 2020 | Richard Sulík                                                                    | 179,246 | 6.2  | 6è   | 13 / 150 | 8   | Coalició (2020–22) |
| 2020 | Richard Sulík                                                                    | 179,246 | 6.2  | 6è   | 13 / 150 | 8   | Oposició (2022–23) |
| 2020 | Inclosos 2 membres del Partit Cívic Conservador electes amb la llista de partit. |         |      |      |          |     |                    |
| 2023 | Richard Sulík                                                                    | 187,645 | 6.3  | 6è   | 11 / 150 | 2   | TBD                |

### Presidencials
| Any  | Candidat                    | 1a volta | 1a volta   | 1a volta | 2a volta  | 2a volta   | 2a volta |
| Any  | Candidat                    | Vots     | %          | Pos.     | Vots      | %          | Pos.     |
| ---- | --------------------------- | -------- | ---------- | -------- | --------- | ---------- | -------- |
| 2009 | Suport a Iveta Radičová     | 713,735  | 38,1 / 100 | 2n       | 988,808   | 44,5 / 100 | Derrota  |
| 2014 | Suport a Radoslav Procházka | 403,548  | 21,3 / 100 | 3r       |           |            |          |
| 2019 | Suport a Zuzana Čaputová    | 870,415  | 40,6 / 100 | 1r       | 1,056,582 | 58,4 / 100 | Elegida  |
| 2024 | Suport a Ivan Korčok        | 958,393  | 42,5 / 100 | 1r       | 1,243,709 | 46,9 / 100 | Derrota  |

### Parlament Europeu
| Any  | Cap de llista | Vots   | %    | Escons | Posició | +/- | Grup |
| ---- | ------------- | ------ | ---- | ------ | ------- | --- | ---- |
| 2014 | Ivan Oravec   | 37 376 | 6.66 | 1 / 13 | 6è      | Nou | ALDE |
| 2019 | Eugen Jurzyca | 94 389 | 9.62 | 2 / 14 | 5è      | 1   | ECR  |
| 2024 | Richard Sulík | 72,703 | 4.92 | 0 / 15 | 6è      | 2   | -    |